# Свято-Покровське (Бахмутський район)
Свя́то-Покро́вське (до 2016 — Кірове) — село Сіверської міської громади Бахмутського району Донецької області, Україна на річці Суха.

## Історія
Історична назва села — Селимівка. 
Селимівка (Шахове) — колишнє власницьке село при річках Бахмут і Суха за 75 верст від повітового міста. Центр Селимівської волості Ізюмського повіту Харківської губернії, яка складалася з 14 поселень, 12 сільських громад.
Перше документальні відомості про поселення в цій місцевості зазначені в "Достоверной ландкарте…" 1749 року де на місці Селимівки позначено хутір. На історичній мапі 1792 року "Карта Екатеринославскаго намѣстничества" тут нанесено поселення Божедарівка
Наприкінці XVIII сторіччя село належить майору Олександром Шаховим та має назву Селимівка. В 1795 р. в Селимівці побудована дерев'яна церква в ім'я Покрова Пресвятої Богородиці. На березі річки Сухої зведено панський дерев'яний будинок на кам'яному фундаменті, тут же улаштований ставок з водяним млином і винокурний завод (на рік 300 відер гарячого вина). В маєтку щорічно проходили три ярмарки, на яких продавались селянські вироби, рогата худоба.
В середині XIX ст. Селимівка належить штабс-ротмістру Івану Шахову. В 1856 р. він вирішив звести нову кам'яну церкву в ім'я Покрова Пресвятої Богородиці, бо стара дерев'яна значно занепала. На початку 1865 р. будівництво церкви було завершено.
За даними довідника "Списокъ населенныхъ мѣстъ по свѣдѣніямъ 1864 года. Харьковская губернія" — Селимівка село при протоці Сухом, відстань від повітового міста — 85 верст, кількість дворів — 217, мешканців — 524 особи чоловічої статі, 589 осіб жіночої статі, церква православна - 1, ярмарок - 2, завод цегельний.
В 1865 р. І. Шахов продає маєток графу Стенбоку. 
Станом на 1885 рік в Селимівці рахується 1030 осіб, 198 дворів, православна церква, школа, лавка, щорічні ярмарки: 1 жовтня та 9 березня, завод цегельний.
За даними перепису населених пунктів Артемівського округу 1926 р., до Селимівської сільської ради належали: с. Селимівка, х. Кузьминівка.
Село Кірове було внесене до переліку населених пунктів, які потрібно перейменувати згідно із законом «Про засудження комуністичного та націонал-соціалістичного (нацистського) тоталітарних режимів в Україні та заборону пропаганди їхньої символіки». Село було перейменовано постановою Верховної Ради від 4 лютого 2016 року на Свято-Покровське. Ідея сучасної назви села належить місцевому фермеру, якому захотілося назвати село за назвою сільського православного храму. 

## Цікаві факти
На північній околиці села Свято-Покровське, по лівому берегу р. Суха знаходиться ботанічний заказник місцевого значення "Крейдяна рослинність у с. Свято-Покровське"

## Відомі люди
- Рєзніков Петро Дмитрович — журналіст і письменник.